# Брунфлу
Брунфлу (на шведски: Brunflo) е град в западната част централна Швеция, лен Йемтланд, община Йостершунд. Разположен е на източния бряг на езерото Сторшьон. Намира се на около 440 km на северозапад от централната част на столицата Стокхолм и на 16 km на югоизток от главния град на лена Йостершунд. Има жп гара. До северната му част се намира йостершундското летище Оптанд. Добив на варовик. Населението на града е 3890 жители според данни от преброяването през 2010 г.

## Спорт
Брунфлу е известен със своя хокеен отбор. Неговото име е Брунфлу ИК.